# Wolkia
Wolkia — рід грибів. Назва вперше опублікована 1915 року.

## Класифікація
До роду Wolkia відносять 1 вид:
- Wolkia decolorans